# Hold Me Tight
Pour les articles homonymes, voir Hold Me Tight (homonymie).
Pistes de With the Beatles
Roll Over Beethoven
(8) You've Really Got a Hold on Me
(10)
Hold Me Tight est une chanson des Beatles publiée en 1963 dans l'album With the Beatles. Composée par Paul McCartney dans le style des Shirelles, elle ne laisse plus beaucoup de souvenirs à son auteur. Quant à John Lennon, il la qualifie de plutôt pauvre. Initialement enregistrée pour l'album Please Please Me, la chanson n'a finalement pas été incluse dans celui-ci, et a été réenregistrée pour le second album.
Outre sa parution sur With the Beatles, elle apparaît également début 1964 sur l'album américain Meet The Beatles!. Bien qu'anecdotique, la chanson a fait l'objet de quelques reprises.

## Historique

### Composition
Hold Me Tight est considérée par son auteur, Paul McCartney, comme un exercice de style sans grand intérêt qui cherchait à imiter le style du groupe féminin The Shirelles. Composée en 1961, la chanson reste au répertoire du groupe jusqu'en 1963. Un vers de la chanson Sure to Fall de Carl Perkins a également pu inspirer le titre.

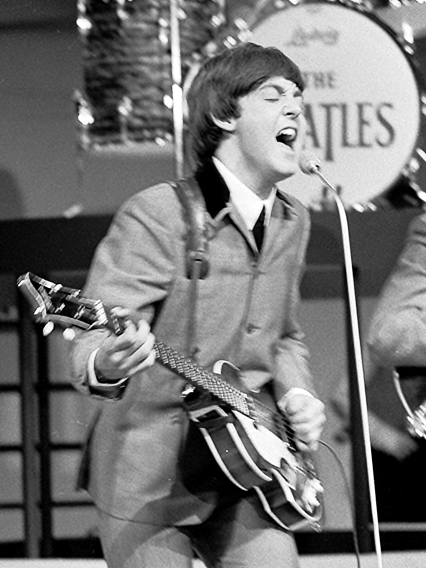
Hold Me Tight est un exercice de style composé par Paul McCartney et interprété sur scène par les Beatles durant leurs premières années.

Interrogé à son propos par Mark Lewisohn en 1988, McCartney déclare : « Je ne me souviens pas vraiment de celle-là. Certaines chansons étaient juste des « exercices », on ne se souvient pas vraiment d'elles. C'en est une. » Il ajoute en 1994 : « Quand on a commencé, tout tournait autour des singles et on cherchait toujours à écrire des singles. C'est pourquoi on a plein de ces chansons de 2 minutes 30 ; elles sortaient toutes avec la même durée. Hold Me Tight était une tentative avortée de produire un single qui a fini comme une chanson de remplissage acceptable pour l'album. » John Lennon, de son côté, explique : « C'était Paul. J'ai peut-être rajouté quelques trucs dedans... Je ne m'en souviens vraiment pas. C'était une chanson assez mauvaise et elle ne m'a jamais intéressé d'aucune manière. »
Pour le musicologue Alan Pollack, en dépit de « sa réputation mitigée même chez les fans sérieux », la chanson présente une forme intéressante et quelques similitudes avec Please Please Me.

### Enregistrement
Hold Me Tight fait au départ partie du lot de onze chansons qu'enregistre le groupe lors de sa session marathon du 11 février pour préparer l'album Please Please Me. Treize prises sont enregistrées à partir de 19 heures 30 (il s'agit de la chanson la plus réessayée ce jour-là). Preuve que le groupe n'est que moyennement intéressé par la chanson, cinq prises sont gâchées par des faux départs, une autre par une erreur en cours de route. Les bandes sont ensuite conservées en vue de combiner les prises 9 et 13 dans un mixage final, qui n'est jamais réalisé. L'enregistrement a, depuis, été perdu.
Le travail reprend donc le 12 septembre suivant en vue du prochain album du groupe, With the Beatles. Cette fois-ci, neuf prises (numérotées de 20 à 29 pour partir d'un chiffre rond) sont nécessaires pour boucler la chanson avant de travailler sur d'autres morceaux. Le chant de McCartney, parfois légèrement faux, et la faible présence du son de basse, laissent penser que le groupe ne se souciait que peu de ce morceau qui n'a pas reçu grand soin durant l'enregistrement.
Le mixage mono est effectué le 30 septembre, puis revu le 23 octobre. La version stéréophonique est préparée le 30 octobre.

### Parution et reprises
Hold Me Tight paraît le 22 novembre sur l'album With the Beatles qui se classe rapidement numéro 1. Elle paraît deux mois plus tard aux États-Unis sur le premier disque du groupe publié par Capitol Records, Meet The Beatles!. En dépit du succès des disques, le morceau est considéré comme assez faible et est rapidement oublié. Le groupe ne l'interprète plus en concert à partir de 1963, et ne le joue jamais lors de ses prestations radiophoniques ou télévisées.
De plus elle a été repris en français par les Baronets sous le titre C'est fou mais c'est tout, le groupe Québécois avec en tête René Angelil connu comme gérant de Céline Dion.
La chanson a fait l'objet de quelques reprises, notamment par Count Basie et son orchestre, en 1966. Elle apparaît également dans la bande originale du film Across the Universe, interprétée par Evan Rachel Wood pour illustrer les relations entre adolescents.

#### Publication en France
La chanson arrive en France en mai 1964 sur la face B d'un 45 tours EP (« super 45 tours »), accompagnée  de Don't Bother Me ; sur la face A figurent All My Loving et Little Child. La photo des Beatles dans une piscine est prise par John Loengard à Miami lors de leur première tournée nord-américaine en 1964,,.

## Fiche technique

### Interprètes
- Paul McCartney : chant, guitare basse, claquements de mains
- John Lennon : chœurs, guitare rythmique, claquements de mains
- George Harrison : chœurs, guitare solo, claquements de mains
- Ringo Starr : batterie, claquements de mains

### Équipe de production
- George Martin : producteur
- Norman Smith : ingénieur du son
- Geoff Emerick : ingénieur du son
- Richard Langham : ingénieur du son